# Cittadella (Pisa)
La Cittadella di Pisa, conosciuta un tempo come terzana  o terzanaia, è un'antica fortezza eretta all'estremo delle mura di Pisa.

## Caratteristiche
La Cittadella si trova nella parte di tramontana (a nord dell'Arno) all'estremo delle mura cittadine, verso il mare. Nei pressi della cittadella si trovavano, e se ne trovano tutt'oggi i resti, gli arsenali repubblicani e quelli medicei. Da lì venivano varate le navi pisane: agli inizi del Duecento, infatti, in seguito alle numerose ed importanti vittorie riportate dalla sua flotta in tutto il bacino del Mediterraneo, la Repubblica Pisana riunì in unico ampio spazio le intense attività cantieristiche, chiamato in antichità terzanaia.
Delle strutture duecentesche oggi restano gli archi di mattoni inseriti nel muro di difesa lungo l'Arno, oltre alle trecentesche arcate tamponate dei capannoni.

## Storia
Inizialmente quest'area era esterna alle mura medioevali e fu inclusa solo a partire dal 1261. Successivamente, sempre per fortificare quest'area di grande importanza militare, nel 1290 fu innalzata la torre Ghibellina nell'angolo sud-ovest a protezione della strada lungo la riva del fiume e per il controllo degli accessi alla Porta Degathia o Maris. In corrispondenza di tale porta, trent'anni dopo fu realizzato il Ponte a Mare (crollato nel 1869 a causa di un'alluvione dell'Arno) di cui sopravvivono solo le imposte delle arcate e gli edifici fortificati a protezione degli imbocchi.

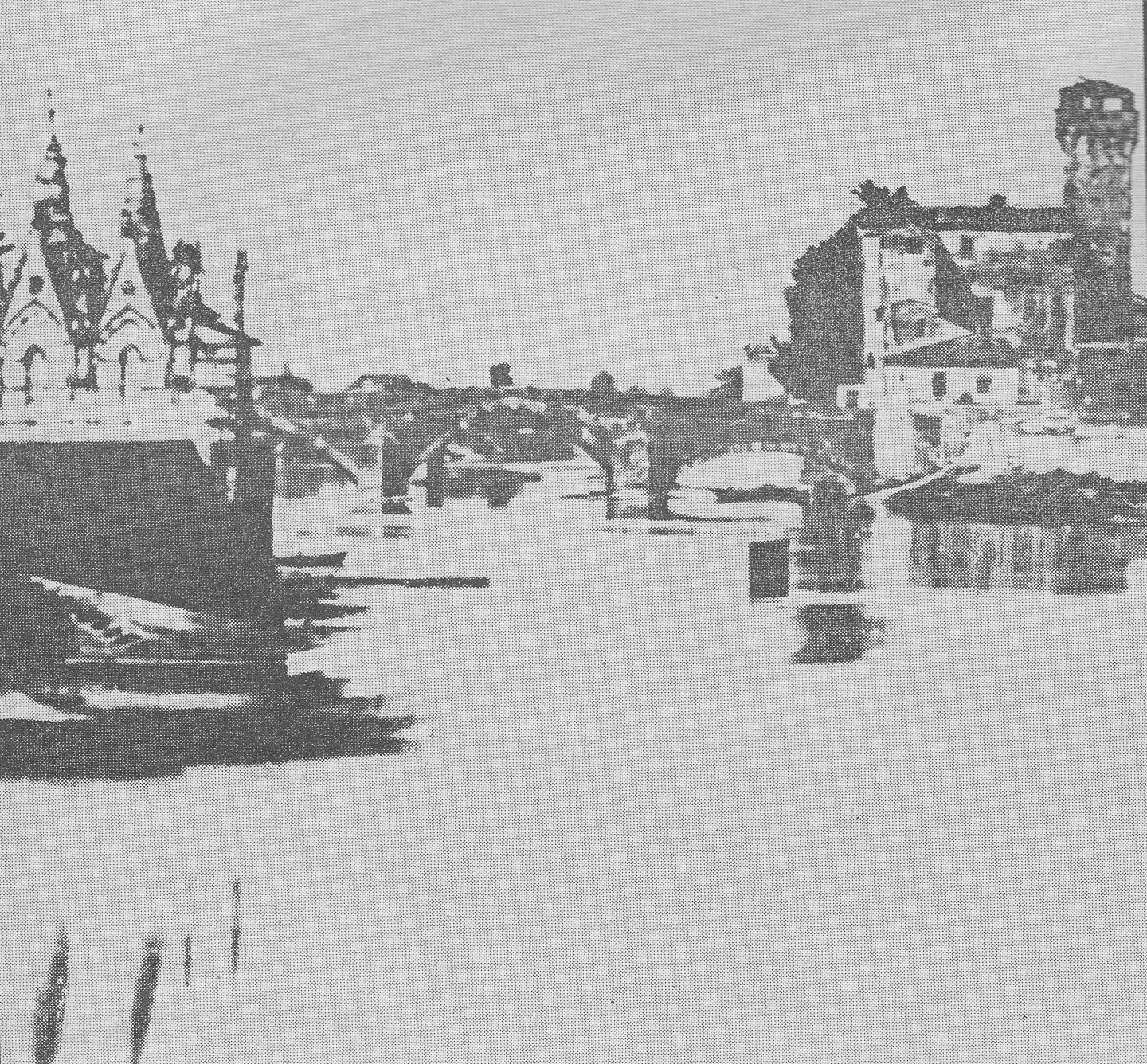
Ponte a Mare o degazia nel 1868

La Porta Degathia, il cui nome significa "dogana", disponeva di anteporta e di un doppio ponte levatoio, le cui strutture sono ancora visibili internamente al fortilizio.
Al momento della prima dominazione fiorentina (1406) i nuovi signori di Pisa trasformarono definitivamente le strutture dell'arsenale repubblicano demolendo le mura interne superstiti e realizzarono quella che successivamente sarebbe stata chiamata Cittadella Vecchia, per distinguerla dalla Cittadella Nuova, l'attuale Giardino di Scotto, edificata a partire dal 1440 nell'angolo opposto della città.
I nomi delle torri che cinfono la fortezza vecchia non sono certi. Una delle quattro torri, nell'angolo sud-est, fu chiamata Ghibellina in quanto costruita con materiale proveniente da edifici appartenenti a famiglie di parte guelfa. Successivamente, venendo demolita, fu ricostruita col nome di Torre Guelfa, stavolta utilizzando materiale proveniente da edifici di famiglie di parte Ghibellina. Quando, dopo la Seconda Guerra Mondiale, venne per l'ultima volta ricostruita, si mantenne quest'ultimo nome.
La Torre di Sant'Agnese, nell'angolo nord-est, risale al Quattrocento ed è la più antica rimasta. Nell'angolo nord-ovest la torre, forse chiamata del Canto, venne trasformata in un bastione intitolato a San Giorgio e attualmente soggetto a recupero. Infine, nell'angolo sud-ovest, vi sono i ruderi di un'altra torre che, probabilmente, era simile alla Torre Guelfa. Alcune fonti la indicano come Ghibellina, altre come Torre del Leone.
Agli inizio del 1900 l'area era chiamata Piazza d'Armi e ospitava gli edifici delle divisioni 7º Reggimento Artiglieria, il 22º Reggimento Fanteria e un piccolo teatro.

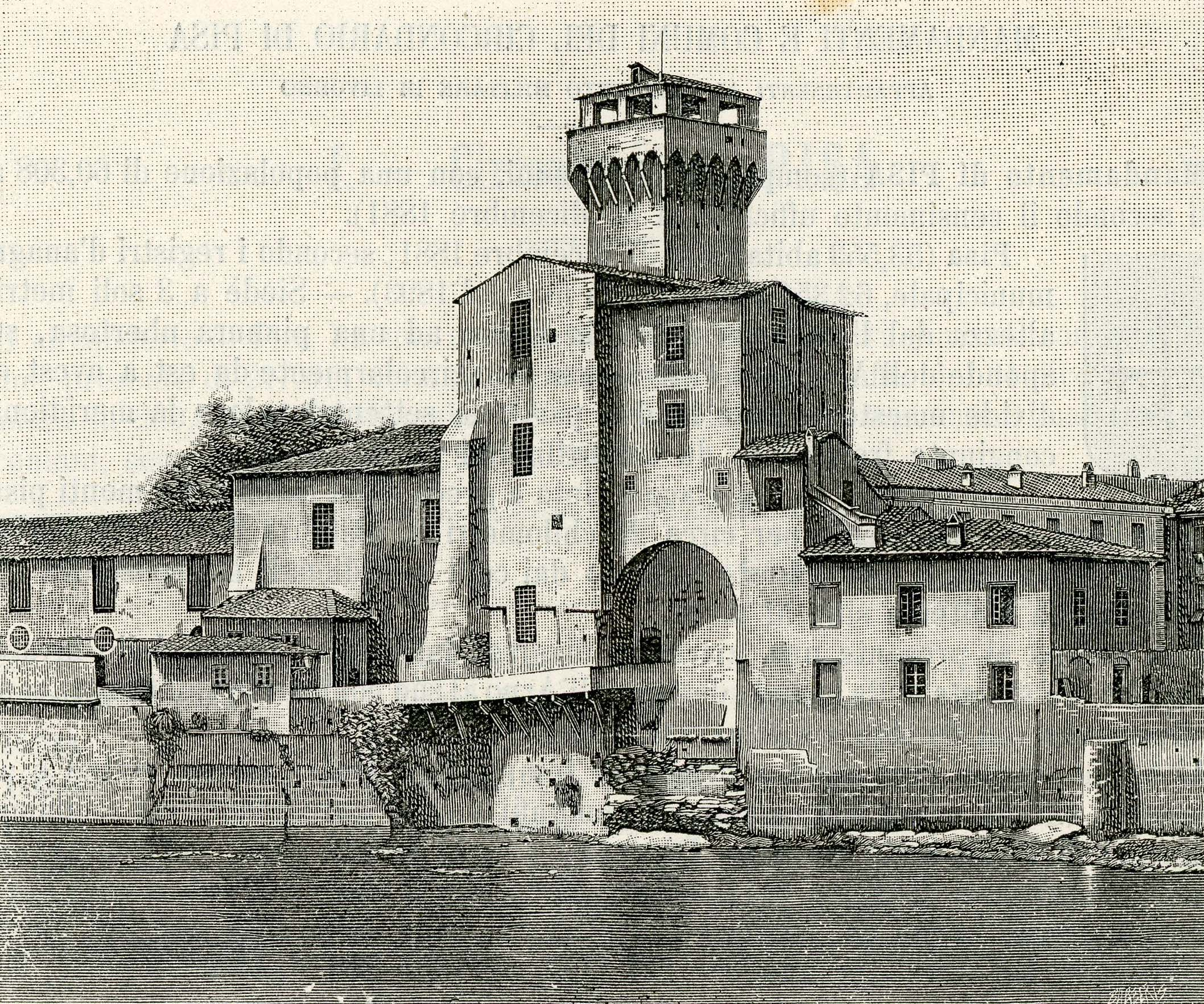
Una xilografia della Cittadella come appariva nel 1890.

Nel 1944 tutta l'area fu gravemente colpita dai bombardamenti da parte degli Alleati della Seconda guerra mondiale: gli edifici della cittadella furono completamente danneggiati dai bombardamenti.  ad eccezione degli arsenali repubblicani dove crollò solo la copertura.
La torre fu minata dai tedeschi in ritirata nel Luglio del 1944 e solo nel 1956 fu ricostruita.. Tutta l'area della cittadella, una volta liberata dalle macerie, è stata oggetto di un progetto per il recupero ad opera di Giovanni Michelucci chiamato Parco galileiano. Tale progetto, in parte fallito, ha però restituito un'ampia zona verde alla città, usata anche sporadicamente per alcune manifestazioni e concerti.
Oggi la Torre Guelfa è sporadicamente aperta al pubblico e da lì si gode una splendida vista della città. Inoltre nei resti della cittadella a lato della torre è presente un piccolo museo sulla luminara e sulla tradizione del gioco del ponte.
La piccola parte degli arsenali repubblicani del 1200 superstiti sono stati completamente restaurati e vengono aperti in occasione di alcuni eventi.

## Galleria d'immagini

Mura interne a protezione della cittadella
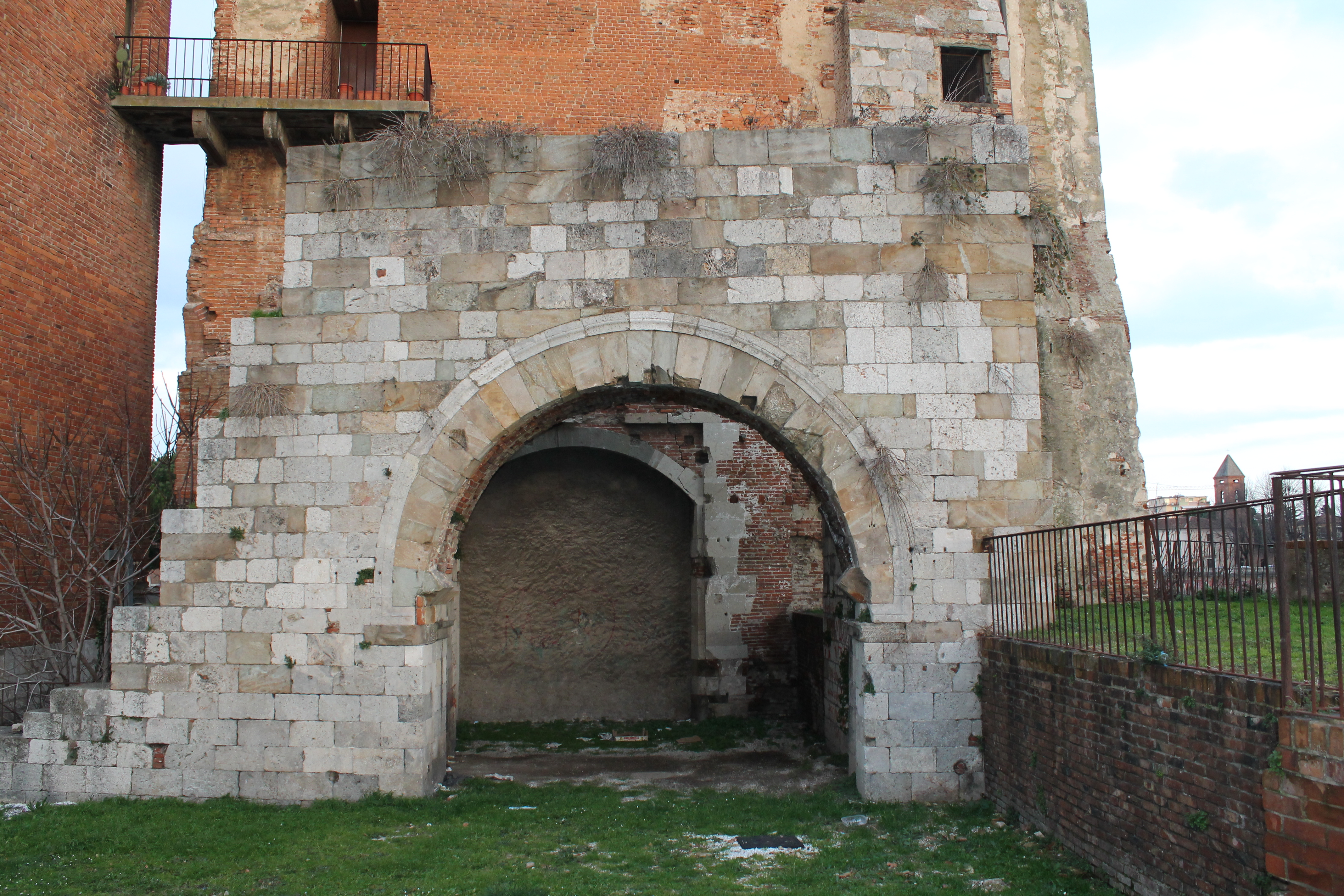
L'antica Porta Degathia o Maris
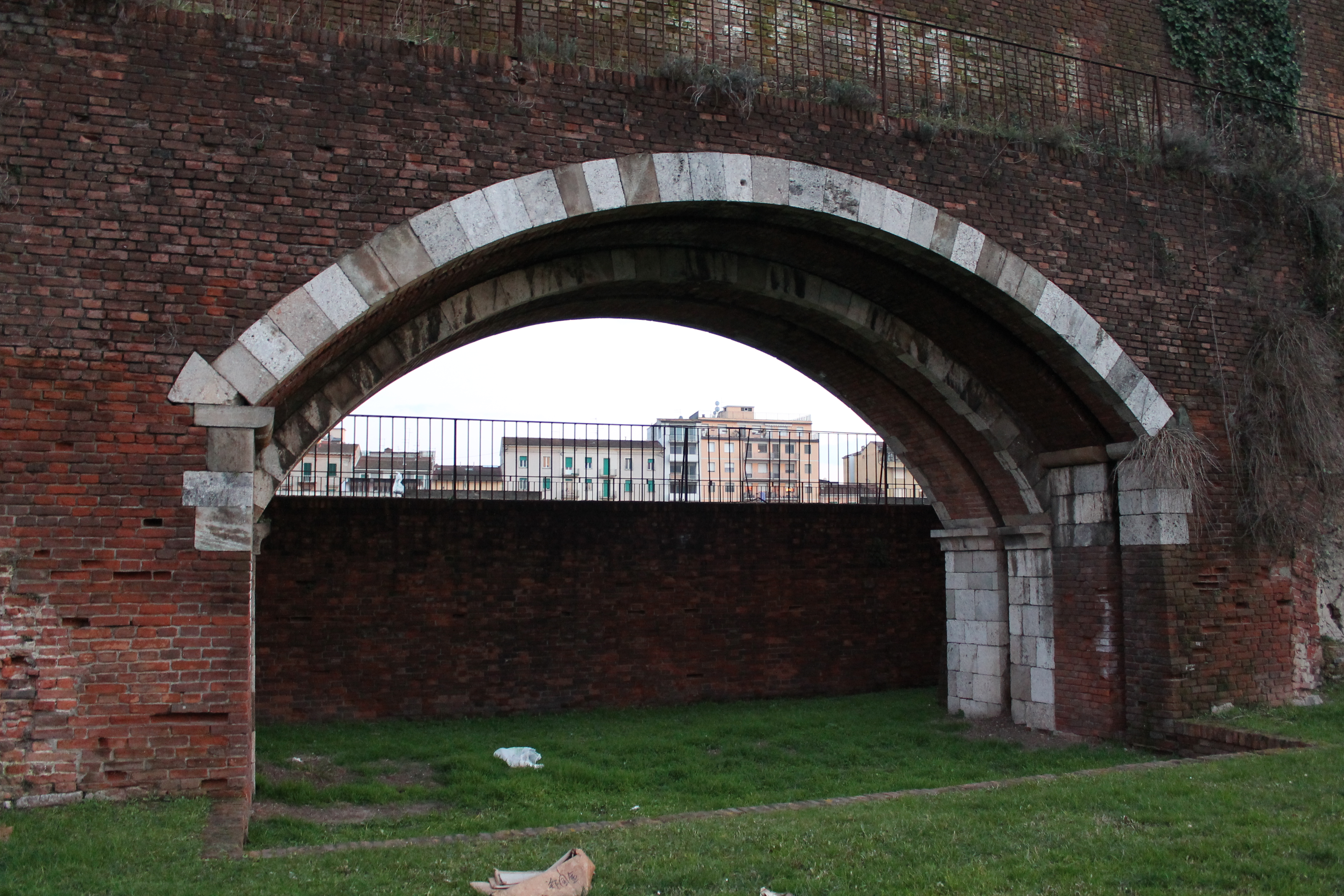
Porta delle galee
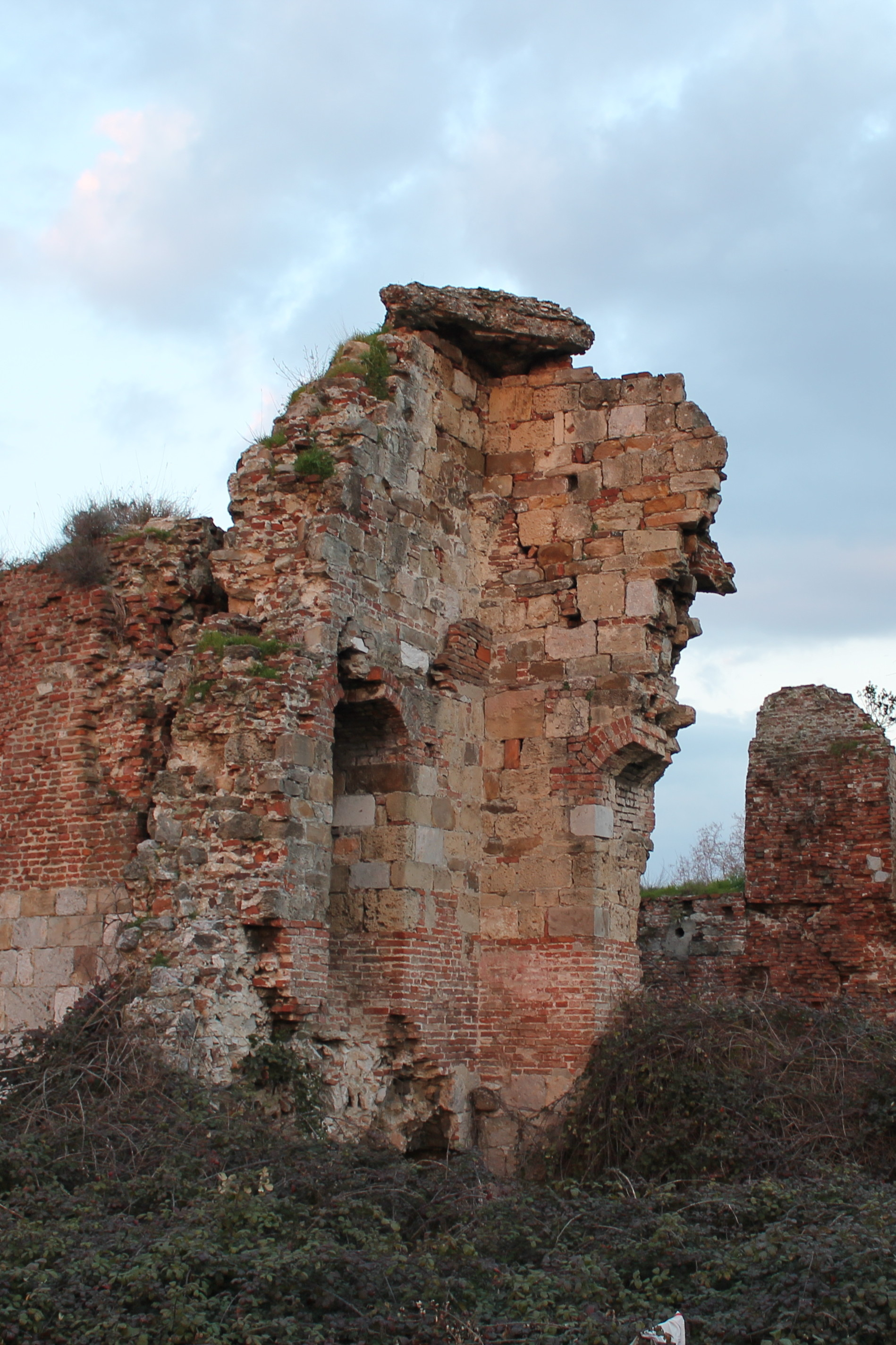
Resti della torre Ghibellina
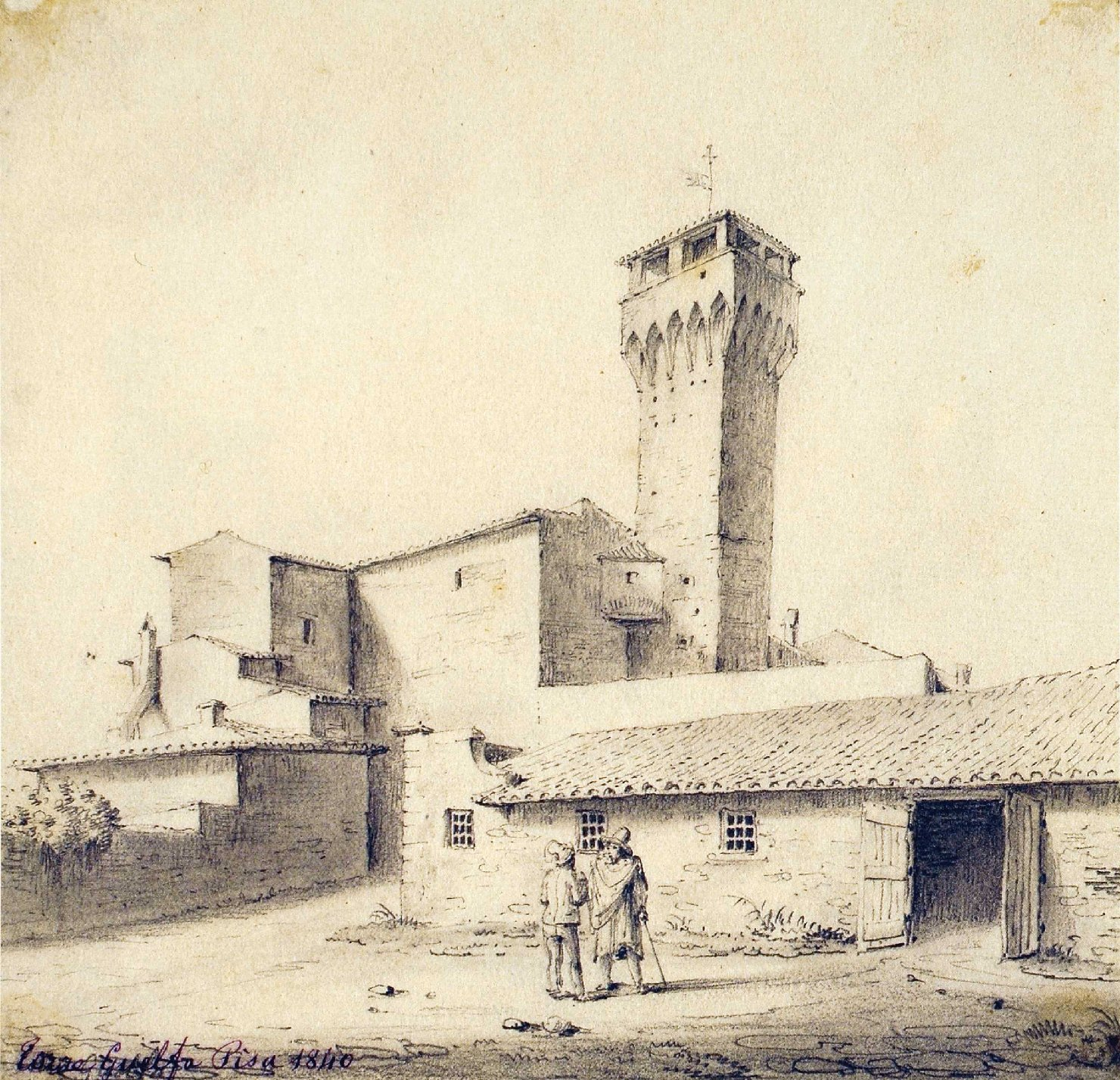
L'ingresso della cittadella in un disegno del 1840 di Adélaide Poussielegue